# Ormosia davisi
Ormosia davisi är en tvåvingeart som beskrevs av Alexander 1954. Ormosia davisi ingår i släktet Ormosia och familjen småharkrankar. Inga underarter finns listade i Catalogue of Life.